# 매봉로 (천안시)

매봉로(Maebong-ro)는 충청남도 천안시 동남구 목천읍에서 충청남도 천안시 동남구 병천면 금암리를 잇는 도로이다.

## 주요 경유지
충청남도
- 천안시 동남구 (병천면 . 수신면)

## 노선 경로
| 이름              | 접속 노선                | 소재지        | 소재지        | 비고          |
| 봉황로와 직결     | 봉황로와 직결            | 봉황로와 직결 | 봉황로와 직결 | 봉황로와 직결 |
| ----------------- | ------------------------ | ------------- | ------------- | ------------- |
| 탑원 교차로       | 충절로                   | 동남구        | 병천면        |               |
| 합수 교차로       | 병천1로                  | 동남구        | 병천면        |               |
| 창들 교차로       | 장산동길                 | 동남구        | 수신면        |               |
| 창들2 교차로      | 국도 제21호선 (남부대로) | 동남구        | 수신면        |               |
| 만화 교차로       | 유관순길                 | 동남구        | 병천면        |               |
| 용두교            |                          | 동남구        | 병천면        |               |
| 상촌 교차로       | 송정리1길                | 동남구        | 병천면        |               |
| 송정1 교차로      | 송정리2길                | 동남구        | 병천면        |               |
| 송정2 교차로      |                          | 동남구        | 병천면        |               |
| 송정3 교차로      | 송정리4길 송정리6길      | 동남구        | 병천면        |               |
| 두릉유리로와 직결 |                          |               |               |               |

## 주요 건물 및 시설
- 용두휴게소 (매봉로 210/용두리 493)
- SK에너지 신은성주유소 (매봉로 243/송정리 370)
- 알뜰 송정주유소 (매봉로 244/송정리 376-3)